# Rhachoepalpus cinereus
Rhachoepalpus cinereus är en tvåvingeart som beskrevs av Townsend 1914. Rhachoepalpus cinereus ingår i släktet Rhachoepalpus och familjen parasitflugor.
Artens utbredningsområde är Peru. Inga underarter finns listade i Catalogue of Life.